# Reinhard Popp
Reinhard Popp (* 29. April 1960 in Dornbirn) ist ein ehemaliger österreichischer Radrennfahrer.

## Sportliche Laufbahn
Popp war im Straßenradsport und im Bahnradsport aktiv. 1983 gewann er das Etappenrennen Wien–Rabenstein–Gresten–Wien vor Peter Muckenhuber. 1982 hatte er eine Etappe der Rundfahrt gewonnen. Er startete dreimal in der Österreich-Rundfahrt. 1983 gewann er die Sprintwertung (grünes Trikot) und erreichte mit dem 39. Platz sein bestes Resultat im Gesamtklassement. 1982 und 1983 wurde Popp österreichischer Staatsmeister auf der Radrennbahn in der Mannschaftsverfolgung.
Von 1989 bis 1991 war er Berufsfahrer. Seinen ersten Profivertrag hatte er mit dem italienischen Radsportteam Malvor-Sidi. Als Radprofi konnte er keine Erfolge verzeichnen.